# Île Lamont
L'île Lamont (en russe : остров Ламон, ostrov Lamonta) est une île de la terre François-Joseph.

## Géographie
Située à 12 km au sud de l'île Wilczek, c'est une petite île rocheuse de 1,3 km de longueur. Elle est la plus au sud de l'archipel. En mer de Barentz, ses eaux côtières atteignent une profondeur de 20 mètres. Elle est libre de glace. 

## Histoire
Découverte en 1874 par Julius von Payer et Karl Weyprecht qui y ont campé lors de leur retraite, elle a été nommée en l'honneur de l'astronome Johann von Lamont (1805-1879), directeur de l'observatoire de Bogenhausen (Munich). 

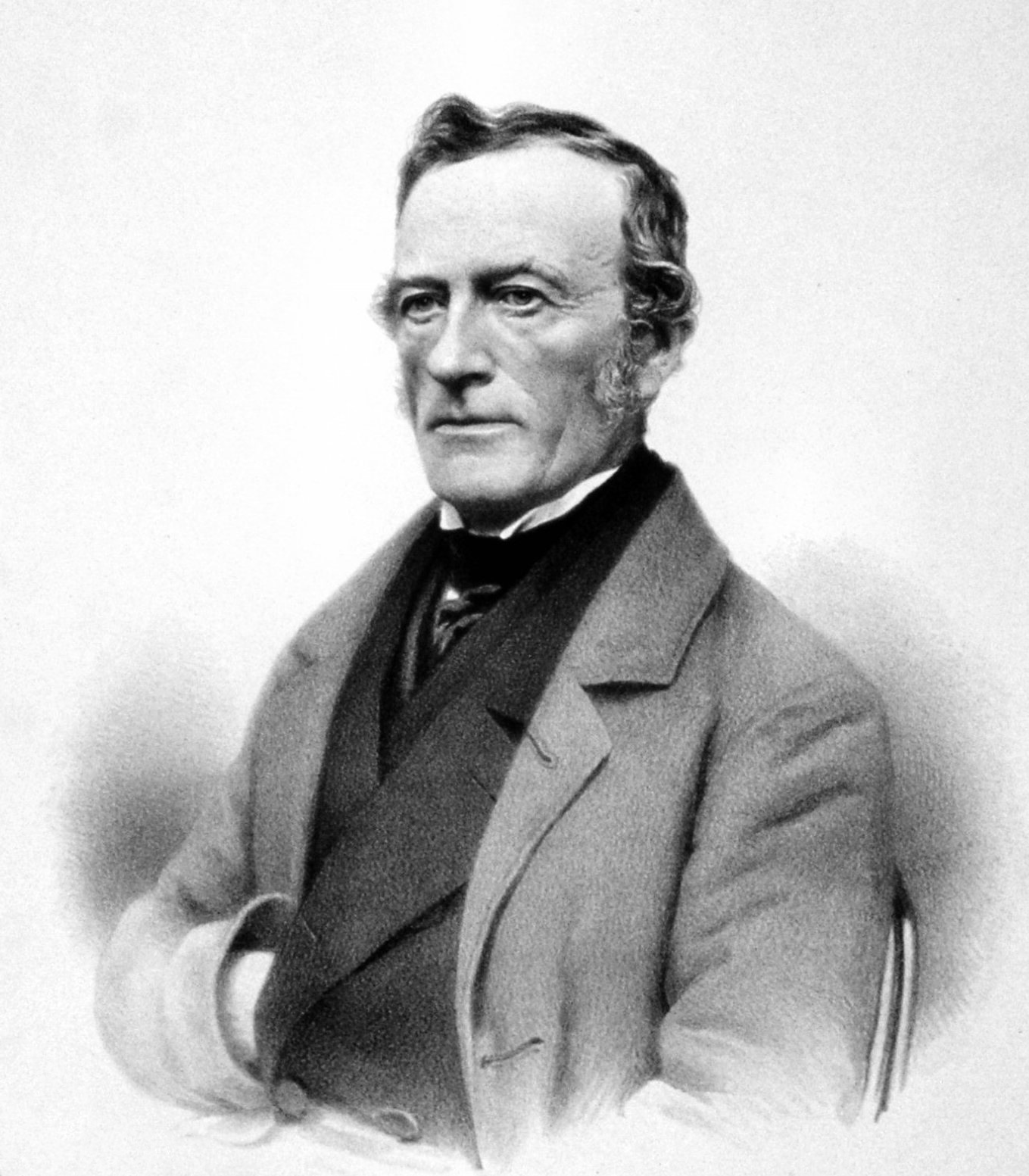
Johann von Lamont